# Scytonotus australis
Scytonotus australis är en mångfotingart som beskrevs av Hoffman 1962. Scytonotus australis ingår i släktet Scytonotus och familjen plattdubbelfotingar. Inga underarter finns listade i Catalogue of Life.